# G10
O Grupo dos Dez é uma organização internacional que reúne representantes de onze economias desenvolvidas e subdesenvolvidas. O G-10 foi fundado em 1962 por representantes dos bancos centrais do Alemanha, Bélgica, Canadá, Estados Unidos, França, Itália, Japão, Países Baixos, Reino Unido e Suécia. Em 1964, a Suíça foi incorporada ao grupo, que manteve a denominação G-10. Posteriormente, em Dezembro de 2011, juntaram-se a este grupo a Espanha e a Austrália.
Os países participantes do G-10 participam do General Arrangements to Borrow (GAB) (Acordo geral para a obtenção de empréstimos). Trata-se de um acordo para a obtenção de empréstimos suplementares, que podem ser obtidos caso os recursos monetários estimados pelo FMI estejam abaixo das necessidades reais do país membro.
As atividades do G-10 são observadas pelas seguintes organizações internacionais:
- BIS - Bank for International Settlements
- Comissão Europeia
- FMI
- OECD